# Picumnus rufiventris
Picumnus rufiventris là một loài chim trong họ Picidae.